# Tourments (film, 1944)
Pour les articles homonymes, voir Tourments.
Pour plus de détails, voir Fiche technique et Distribution.
Tourments ou L'Épreuve (Hets) est un film suédois réalisé par Alf Sjöberg, sorti en 1944. C'est le premier film écrit par Ingmar Bergman.

## Synopsis
Widgren, lycéen idéaliste qui rêve de devenir violoniste, a pour professeur de latin un être sadique surnommé Caligula par tous les élèves. Un soir Widgren croise Bertha, la fille du bureau de tabac, ivre et désespérée. Il la raccompagne chez elle et en tombe amoureux. Celle-ci lui apprend à mots couverts qu'elle est harcelée et terrorisée par un mystérieux homme tyrannique, qui, dit-elle, finira par la tuer...

## Fiche technique
- Titre original : Hets
- Titre français : Tourments
- Réalisation : Alf Sjöberg
  - Assistant-réalisateur : Ingmar Bergman (qui a réalisé la dernière séquence)
- Scénario : Ingmar Bergman
- Musique : Hilding Rosenberg
- Photographie : Martin Bodin
- Montage : Oscar Rosander
- Société de production : Svensk Filmindustri
- Pays d'origine :  Suède
- Langue originale : suédois
- Durée : 101 min
- Format : noir et blanc - 1,37:1
- Tournage : du 21 février au 25 mai 1944, à la Norra Latin School de Stockholm et aux studios Råsunda
- Dates de sortie :  
  - Suède : 2 octobre 1944 au Röda Kvarn à Stockholm[réf. nécessaire]
  - France : septembre 1946 (Festival de Cannes) ; 29 octobre 1948 (sortie nationale)

## Distribution
- Stig Järrel : Caligula
- Alf Kjellin : Jan-Erik Widgren
- Mai Zetterling : Bertha Olsson
- Olof Winnerstrand : le proviseur
- Gösta Cederlund : Pippi
- Stig Olin : Sandman
- Jan Molander : Petterson
- Olav Riégo : Monsieur Widgren
- Märta Arbin : Madame Widgren
- Hugo Björne : Dr Nilsson
- Anders Nyström : Bror Widgren
- Nils Dahlgren : le commissaire

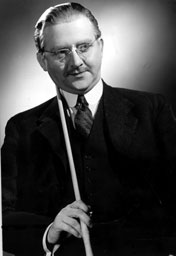
Stig Järrel.

- Gunnar Björnstrand : le jeune professeur
- Carl-Olof Alm
- Curt Edgard
- Sten Gester
- Palle Granditsky
- Birger Malmsten
- Arn Ragneborn

## Genèse
Le film est tiré d'une nouvelle de Bergman, inspirée de sa dernière année au lycée. Bergman l'a retravaillée ensuite pour en faire le film.

## Tournage
La première version du film s'achevait sur la scène des résultats du baccalauréat : tous les étudiants sont reçus, à l'exception de Widgren, qui observe du dehors, sous un porche. Il s'éloigne sous la pluie et l'on voit Caligula, souriant comme un vainqueur à la fenêtre, lui faire des signes d'adieu. À la place de cette fin, jugée trop sombre, on demanda à Bergman d'en écrire une autre, plus optimiste. Sjöberg ayant d'autres obligations, c'est Bergman qui tourna les derniers plans.

## Analyse
Le film évolue entre réalisme et expressionnisme ce qui accroît le côté terrorisant de certaines scènes, faisant basculer le quotidien dans le cauchemar. Le contraste est accentué, le mal rôde dans l'ombre, les décors deviennent écrasants.
« Tourments s'accordait à la nouvelle atmosphère qui prévalait en Suède vers la fin de la guerre. [...] Victor Sjöström, le plus grand réalisateur suédois, aimait bien ce scénario qui racontait l'histoire d'un enseignant qui impose un effort mental inhumain à ses élèves dans une école supérieure de Stockholm. Stig Järrel développa le personnage sadique et fou qu'il avait déjà ébauché dans Flammes dans l'obscurité d'Hasse Ekman (1942), tandis qu'Alf Kjellin et Mai Zetterling émergeaient les premiers d'une nouvelle vague de vedettes populaires dans le cinéma suédois. Sjöberg met l'accent sur le parallèle entre la tyrannie exercée par le professeur surnommé Caligula (Stig Järrel) [...] et le terrible régime encore au pouvoir en Allemagne. L'enseignant porte des lunettes qui ressemblent à celles d'Himmler et lit le Dagposten, un journal suédois plutôt favorable aux nazis. De cette chrysalide naîtra également la vision de la société exposée par Bergman, dans laquelle la salle de classe et la sinistre table familiale constituent un microcosme exemplaire de l'enfer sur terre », note Peter Cowie.

## Distinctions
Le film a reçu le Grand Prix (ancêtre de la Palme d'or) lors du Festival de Cannes 1946 conjointement avec dix autres films.